# Zbigniew Jurkiewicz
Zbigniew Marek Jurkiewicz (ur. 6 lipca 1955 w Tarnowie, zm. 6 grudnia 2020 w Krakowie) – polski samorządowiec, burmistrz Ciężkowic w latach 2010–2020.

## Życiorys
W młodości grał w piłkę nożną, reprezentując m.in. barwy Błękitnych Tarnów. W latach 90. XX wieku pracował w gminnym przedsiębiorstwie gospodarki komunalnej w Ciężkowicach, gdzie pełnił funkcje: kierownika planowania i inwestycji, dyrektora jednostki, a następnie prezesa powstałej z przekształcenia przedsiębiorstwa spółki. Był członkiem Polskiego Stronnictwa Ludowego, z ramienia którego kandydował na urząd burmistrza Cieżkowic. Urząd ten obejmował trzykrotnie w latach 2010–2020, każdorazowo zwyciężając w pierwszej turze wyborów (2010 – 63,05% głosów, 2014 – 56.96% głosów, 2018 – 59.57% głosów). Pełnił również funkcję radnego gminy Ciężkowice, prezesa Tarnowskiego Okręgowego Związku Piłki Nożnej oraz prezesa klubu Ciężkowianka Ciężkowice.
Zmarł w czasie pandemii na COVID-19.

## Odznaczenia
- Brązowy Medal za Zasługi dla Policji (2013)[6]